# Đông Hà
Đông Hà è una città del Vietnam, capitale della provincia di Quang Tri. Si trova all'incrocio tra le strade nazionale 1 e 9, parte del Corridoio economico est-ovest che include la Thailandia, il Laos e il Vietnam. Si trova anche sulla ferrovia nord-sud che la collega alla capitale Hanoi a nord e a Ho Chi Minh a sud. 

## Storia
Durante la guerra del Vietnam Đông Hà era la città più settentrionale del Vietnam del Sud, in posizione strategica a poca distanza dalla Zona demilitarizzata vietnamita. Per questo motivo il corpo dei Marines statunitensi vi costruì la base di combattimento di Đông Hà. La città venne conquistata dalle forze del Vietnam del Nord il 31 marzo 1972 nell'ambito dell'offensiva di Pasqua.